# Henry A. Houston

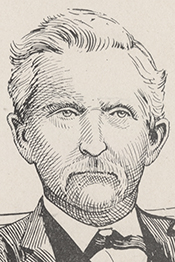
Zeichnung von Henry Aydelotte Houston (Anfang 20. Jhd.)

Henry Aydelotte Houston (* 10. Juli 1847 in Dagsboro, Delaware; † 5. April 1925 in Milford, Delaware) war ein US-amerikanischer Politiker. Zwischen 1903 und 1905 vertrat er den Bundesstaat Delaware im US-Repräsentantenhaus.

## Werdegang
Henry Houston besuchte die öffentlichen Schulen seiner Heimat und die Newark Academy, aus der die heutige University of Delaware hervorging. Nach seiner Studienzeit war Houston in der Landwirtschaft tätig. Im Jahr 1872 zog er vorübergehend nach Missouri. Drei Jahre später kehrte er nach Delaware zurück und ließ sich in Milford nieder. Während der folgenden fünf Jahre arbeitete Houston als Lehrer; danach war er im Handel tätig. Zwischenzeitlich war er Mitglied des Schulausschusses im Sussex County.
Houston gehörte der Demokratischen Partei an. Bei den Kongresswahlen des Jahres 1902 wurde er in das US-Repräsentantenhaus in Washington, D.C. gewählt, wo er am 4. März 1903 den Republikaner L. Heisler Ball ablöste. Bei den Wahlen hatte sich neben Ball noch William A. Byrne für die Republikanische Partei beworben. Damit hatten die Republikaner zwei Kandidaten, die sich gegenseitig Stimmen nahmen und Houston den Wahlsieg ermöglichten. Da er im Jahr 1904 nicht mehr kandidierte, konnte er bis zum 3. März 1905 nur eine Legislaturperiode im Kongress absolvieren.
Nach dem Ende seiner Zeit im Kongress arbeitete Houston in der Holzverarbeitung und im Bankgeschäft. Politisch hat er keine weiteren Ämter eingenommen. Er starb am 5. April 1925 in Milford und wurde in Millsboro beigesetzt.